# Brachirus sorsogonensis
Brachirus sorsogonensis är en fiskart som först beskrevs av Barton Warren Evermann och Seale, 1907.  Brachirus sorsogonensis ingår i släktet Brachirus och familjen tungefiskar. IUCN kategoriserar arten globalt som otillräckligt studerad. Inga underarter finns listade.